# Agus Salim Rangkuti
Agus Salim Rangkuti (10 tháng 8 năm 1928 – ?) là một sĩ quan quân đội và chính trị gia người Indonesia, ông từng là thị trưởng Medan, Bắc Sumatra từ năm 1980 đến năm 1990. Trước khi hoạt động chính phủ, ông phục vụ trong Lục quân Indonesia và từng là một diễn viên.

## Đầu đời
Rangkuti sinh ra ở thị trấn Lubuk Pakam, nay thuộc huyện Deli Serdang, tỉnh Bắc Sumatra, vào ngày 10 tháng 8 năm 1928. Ông là người gốc Mandailing.

## Sự nghiệp
Thời trẻ, Rangkuti tham chiến trong Cách mạng Dân tộc Indonesia ở Bắc Sumatra; ông mang quân hàm thiếu úy và đóng quân tại Binjai để chỉ huy một phân đội của Quân cảnh Quân đoàn. Sau chiến tranh, Rangkuti đóng một vài bộ phim trong thập niên 1950. Ông từng là chủ tịch Ủy ban Nghệ thuật Medan, và chủ tịch danh dự Hiệp hội Diễn viên Điện ảnh Bắc Sumatra. Ông từng học luật ở Bắc Sumatra.
Rangkuti tiếp tục phục vụ trong lực lượng quân cảnh thuộc Lục quân Indonesia, ông tuyển quân vào Trường Cao đẳng Tham mưu và Chỉ huy Lục quân Indonesia năm 1965. Trong quân đoàn, ông phục vụ với tư cách là người chỉ huy trại tù chính trị tại đảo Buru từ năm 1973 đến 1975, với quân hàm trung tá. Trong một lần, ông yêu cầu nhà làm phim đang bị tống giam Basuki Effendy thành lập một ban nhạc gồm các tù nhân. Rangkuti trước đây từng tham gia một số bộ phim của Effendy. Nỗ lực cùng với các tù nhân, Rangkuti mở một công viên giải trí ở Buru.
Rangkuti thăng quân hàm thượng tá, và bắt đầu từ năm 1980 ông phục vụ hai nhiệm kỳ thị trưởng Medan. Nhiệm kỳ thứ hai của ông kết thúc vào ngày 31 tháng 3 năm 1990, kế nhiệm bởi Bachtiar Djafar.
Ông an táng tại Nghĩa trang Anh hùng Bukit Barisan ở Medan.